# Marian Bondzior

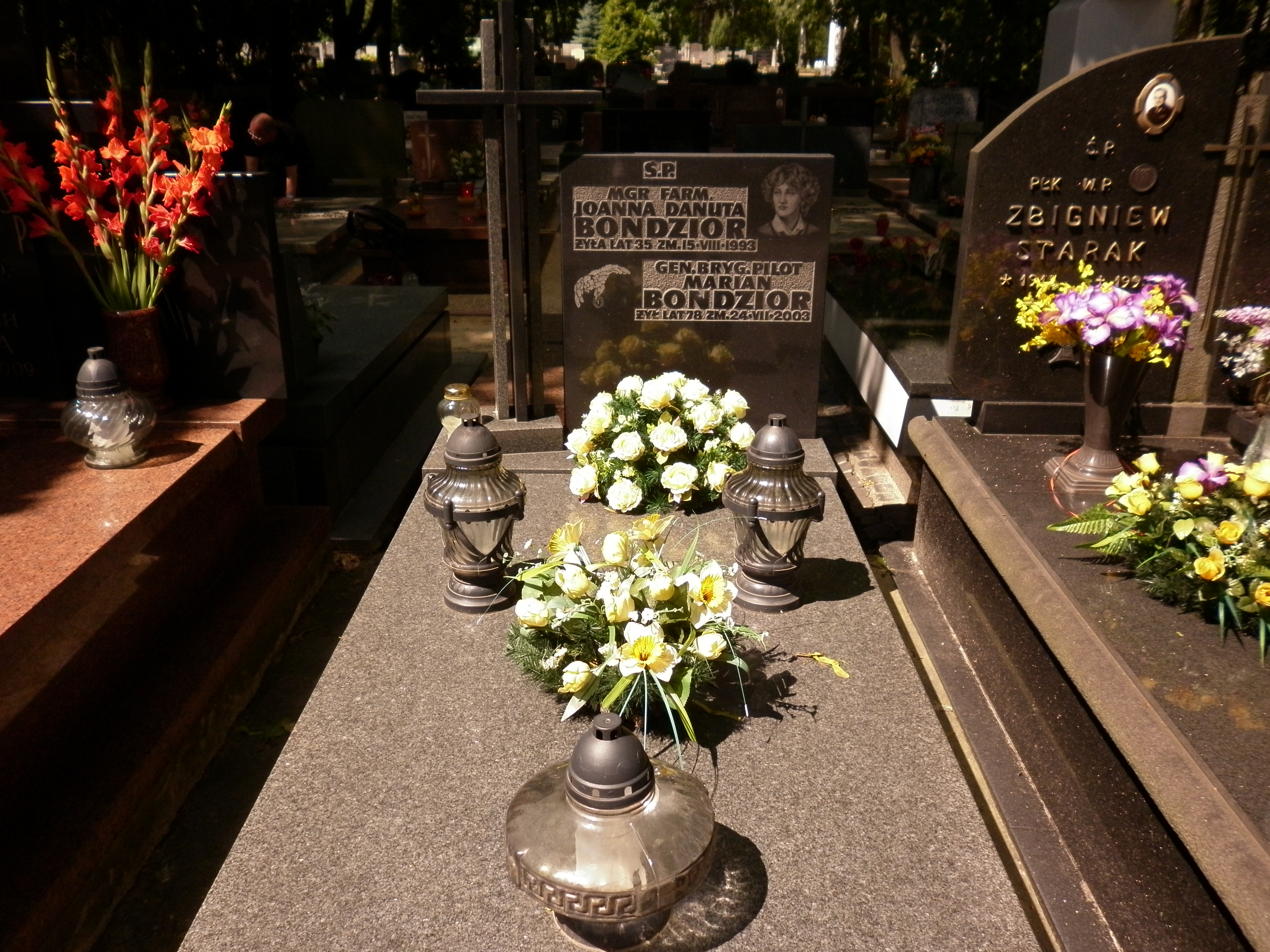
Grób Mariana Bondziora na Cmentarzu Wojskowym na Powązkach

Marian Bondzior (ur. 24 lipca 1925, zm. 24 lipca 2003) – generał brygady pilot Wojska Polskiego, zastępca dowódcy Wojsk Obrony Powietrznej Kraju w latach 1984–1990.

## Służba wojskowa
Przez cały okres służby w Wojsku Polskim (1945–1990) związany z komponentem lotniczym Wojsk Lotniczych i Obrony Przeciwlotniczej Obszaru Kraju, a następnie Wojsk Obrony Powietrznej Kraju, w których pełnił szereg odpowiedzialnych funkcji. Sprawował funkcje dowódcze we wszystkich korpusach podległych dowódcy WOPK. Był m.in. dowódcą pułku lotnictwa myśliwskiego w Zegrzu Pomorskim, pomocnikiem dowódcy 1 Korpusu OPK ds. lotnictwa, zastępcą dowódcy 1 Korpusu  OPK, szefem sztabu – zastępcą dowódcy 3 Korpusu OPK, szefem Wojsk Lotniczych Dowództwa Wojsk Obrony Powietrznej Kraju (lotnictwa myśliwskiego WOPK), dowódcą 2 Korpusu OPK, dowódcą 1 Korpusu OPK. W latach 1984–1990 zajmował stanowisko zastępcy dowódcy WOPK ds. liniowych.
W 1979 mianowany uchwałą Rady Państwa PRL na stopień generała brygady WP. Nominację wręczył w Belwederze I sekretarz KC PZPR Edward Gierek.
Pilot wojskowy I klasy z nalotem ogólnym 2504 godzin, z czego 1556 na samolotach odrzutowych. Latał na samolotach UT-2, Po-2, Jak-9, Jak-11, Jak-18, PZL TS-8 Bies, Jak-17, Jak-23, MiG-15, MiG-15bis, MiG-17, Lim-5, Lim-5P, MiG-21 i PZL TS-11 Iskra. Nigdy nie miał wypadku lotniczego. Należał do pilotów najlepiej strzelających do celów powietrznych. W 1962 był w pierwszej grupie pilotów wprowadzających do uzbrojenia samoloty MiG-21. Był uczestnikiem wielu defilad i pokazów lotniczych, m.in. 22 lipca 1959 w Warszawie i 12 października 1960 w Łodzi prowadził 64-samolotową "Taflę". W 1980 dowodzony przez niego 2 Korpus OPK został wyróżniony w dorocznym rozkazie szkoleniowym ministra obrony narodowej. Jako zastępca dowódcy Wojsk OPK był głównym organizatorem strzelań wojsk rakietowych i lotnictwa myśliwskiego na poligonach w ZSRR.
Autor autobiografii Jak zdobywałem swój kawałek nieba. Wspomnienia generała lotnictwa. (2002).
W Wojsku Polskim służył przez 46 lat, z czego 12 lat w stopniu generała brygady.
Pochowany na Cmentarzu Wojskowym na Powązkach w Warszawie (kwatera: BII-13-5).

### Wykształcenie wojskowe
- Absolwent Wojskowej Szkoły Pilotów w Dęblinie (1948)
- Absolwent Kursu Doskonalenia oficerów dla dowódców pułków w ZSRR (1954)
- Absolwent Akademii Sztabu Generalnego WP
- Absolwent Wojskowej Akademii Sztabu Generalnego Sił Zbrojnych ZSRR im. Woroszyłowa w Moskwie (1972)

### Przebieg służby wojskowej
- Służba w 7 Zapasowym Pułku Piechoty – 30.06.1945 – 04.09.1946
- Pilot w 1 pułku lotnictwa myśliwskiego w Modlinie – 09.1948 – 02.10.1949
- Starszy pilot w 3 pułku lotnictwa myśliwskiego – 1 0.1949 – 11.1950
- Szef strzelania powietrznego 3 plm – 25.11.1950 – 20.03.1951
- Oficer strzelania powietrznego 2 pułku lotnictwa myśliwskiego w Krakowie – 03.1951 – 12.1951
- Dowódca eskadry lotniczej 2 plm w Krakowie – 25.12.1951 – 03.1953
- Pomocnik dowódcy pułku ds. pilotażu 2 plm w Krakowie – 24.03.1953 – 11.1953
- Dowódca 26 pułku lotnictwa myśliwskiego w Zegrzu Pomorskim – 22.10.1954 – 18.11.1957
- Zastępca dowódcy lotnictwa myśliwskiego 1 Korpusu Obrony Przeciwlotniczej Obszaru Kraju w Warszawie – 8.11.1957 – 19.08.1961
- Starszy inspektor lotnictwa myśliwskiego 1 Korpusu OPL OK w Warszawie – 09.1961 – 07.1962
- Zastępca dowódcy 1 Korpusu OPK ds. lotnictwa myśliwskiego w Warszawie – 04.07.1962 – 13.11.1963
- Szef lotnictwa myśliwskiego 1 Korpusu OPK w Warszawie – 14.11.1963 – 25.01.1968
- Zastępca dowódcy 1 Korpusu OPK – 26.08.1970
- Szef Sztabu – zastępca dowódcy 3 Korpusu OPK we Wrocławiu – 07.1972 – 05.12.1975
- Zastępca dowódcy 1 Korpusu OPK ds. liniowych w Warszawie – 06.12.1975 – 16.03.1979
- Dowódca 2 Korpusu OPK w Bydgoszczy – 16.03.1979
- Generał brygady – 11.10.1979
- Dowódca 1 Korpusu OPK w Warszawie – 09.05.1982
- Zastępca dowódcy Wojsk Obrony Powietrznej Kraju ds. liniowych w Warszawie – 06.12.1984 – 30.06.1990
- dyspozycja MON - czerwiec 1990 - czerwiec 1991
- Z dniem 5 czerwca 1991 przeniesiony w stan spoczynku na mocy rozkazu personalnego MON z 1 października 1990

## Awanse
- chorąży - 1948
- podporucznik - 1950
- porucznik - 1951
- kapitan - 1952
- major - 1954
- podpułkownik - 1958
- pułkownik - 1962
- generał brygady - 1979

## Życie prywatne
Syn Aleksandra (1896-1988), rolnika i Heleny z Bieńkowskich (1905-1983). Od 1951 żonaty z Krystyną z domu Jakubowską. Małżeństwo miało syna Zbigniewa i córkę Joannę Danutę (1958-1993).

## Odznaczenia i wyróżnienia
- Krzyż Komandorski Orderu Odrodzenia Polski (1982)
- Krzyż Oficerski Orderu Odrodzenia Polski (1968)
- Krzyż Kawalerski Orderu Odrodzenia Polski (1959)
- Złoty Krzyż Zasługi (1959)
- Srebrny Krzyż Zasługi (1954)
- Medal 10-lecia Polski Ludowej
- Medal 30-lecia Polski Ludowej
- Medal 40-lecia Polski Ludowej
- Medal „Za udział w walkach w obronie władzy ludowej”
- Złoty Medal „Siły Zbrojne w Służbie Ojczyzny”
- Srebrny Medal „Siły Zbrojne w Służbie Ojczyzny”
- Brązowy Medal „Siły Zbrojne w Służbie Ojczyzny”
- Złoty Medal „Za Zasługi dla Obronności Kraju”
- Srebrny Medal „Za Zasługi dla Obronności Kraju”
- Brązowy Medal „Za Zasługi dla Obronności Kraju”
- Tytuł i odznaka „Zasłużony Pilot Wojskowy PRL” (9 maja 1979)
- Złota odznaka honorowa „Za Zasługi dla Warszawy” (1978)[3]
- Wpis do „Honorowej Księgi Czynów Żołnierskich” (1984)